# Nadie es ilegal

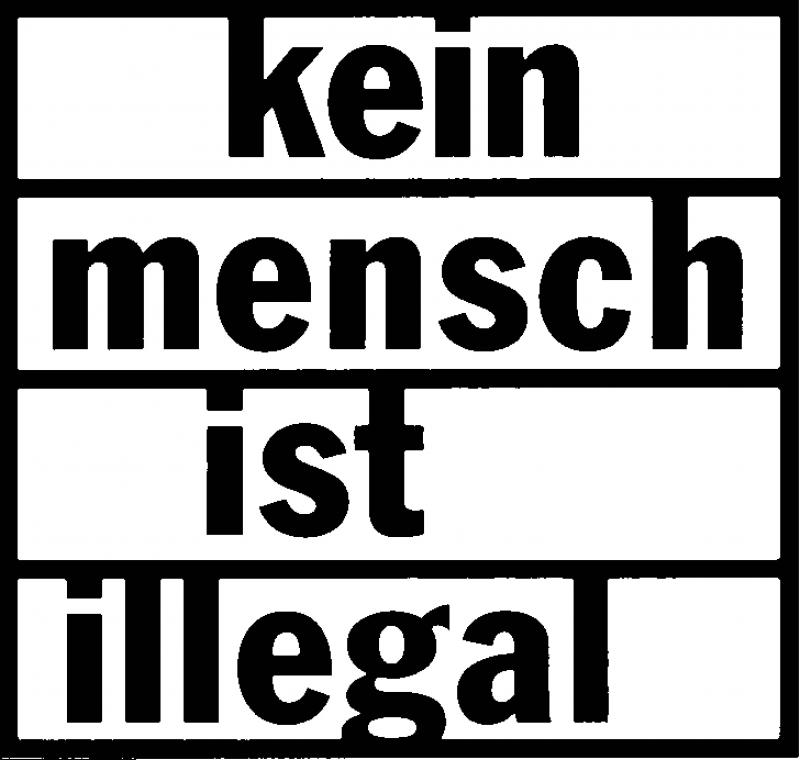
Logo del movimiento Kein Mensch ist illegal.

Nadie es ilegal (en alemán: Kein Mensch ist illegal; en inglés: No one is illegal; acrónimo kmii) es una red internacional que lucha contra el racismo. Representa a los inmigrantes no residentes que viven ilegalmente en el país y que, por lo tanto, están en riesgo de ser deportados. Apoyan a los refugiados en su lucha por los derechos humanos y la dignidad. La red surgió en Alemania bajo el lema Kein Mensch ist illegal y se ha extendido a otros países. En 2013 obtuvo el premio Stig Dagerman.

## Alemania

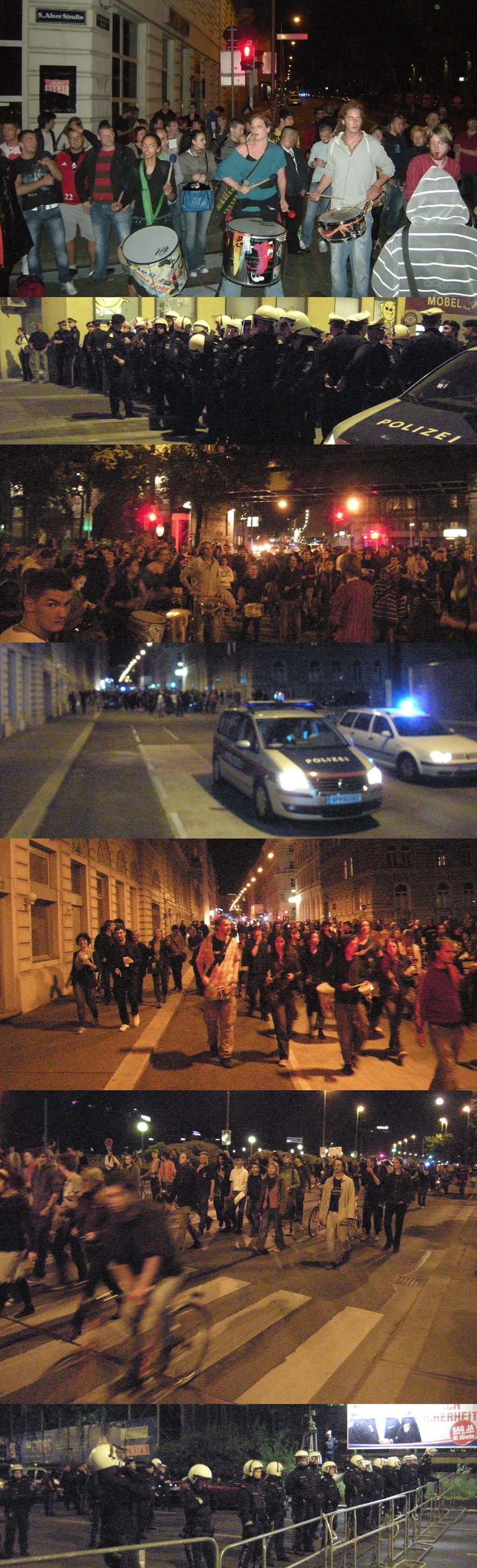
Viena, 2010.

La red fue fundada en 1997 durante la exposición de arte documenta X en Kassel. Unas cuantas semanas después, contaban con miles de simpatizantes y unos 200 grupos y organizaciones adheridos. Tienen por objetivo "ayudar a los inmigrantes a empezar y continuar el viaje para la obtención de trabajo, documentación, asistencia médica y educación, además de asegurar el alojamiento y la supervivencia física", dejando al margen su condición de inmigrantes. La fundación responde, también, a la muerte del deportado Aamir Ageeb a manos de la policía federal alemana. A raíz de la muerte de Ageeb, la campaña "Deportation-Class" fijó sus objetivos contra las compañías aéreas que participaron en las deportaciones. La campaña culminó con una manifestación multitudinaria en 2001. Kein Mensch ist illegal y "Deportation-Class" han llamado la atención del "Informe anual de Protección Constitucional" de Alemania donde se habla de las supuestas conexiones que tienen con "la extrema izquierda".

## Suiza
La organización suiza Bildung für Alle (educación para todos) tiene su tarea específica que consiste a intentar conseguir la estancia permanentemente legal para los inmigrantes.

## Canadá
En algunas ciudades canadienses como Vancouver, Toronto, Halifax, Ottawa y Montreal se ha establecido un colectivo de la organización.

## Películas
- Kein mensch ist illegal (Documental del año 2010, Suiza)